# Archidiocèse de Chapecó
L'archidiocèse de Chapecó (en latin, Archidioecesis Xapecoënsis) est une circonscription ecclésiastique de l'Église catholique au Brésil.
Son siège se situe dans la ville de Chapecó, dans l'État de Santa Catarina. Créé en 1958, il est suffragant de l'archidiocèse de Florianópolis et s'étend sur 15 663 km2. En 2024, le diocèse est élève au rang d'archidiocèse.
Son archevêque depuis 2024 est Mgr Odelir José Magri, M.C.C.J., qui était auparavant évêque du même siège depuis 2014.